# Zaccaria Zacchi
Pour les articles homonymes, voir Zacchi.
Zaccaria Zacchi, né le 6 mai 1473 à Arezzo, et mort en 1544 à Rome, est un artiste-peintre, sculpteur et ingénieur.

## Biographie
Le père de Zaccaria Zacchi est né à Volterra et Zacchi lui-même probablement étudié à Florence, où il a rencontré et s'est lié d'amitié avec Baccio da Montelupo, avec qui il a ensuite collaboré. Il se fixa à Bologne en 1516. Autour de 1524, il a travaillé aux côtés de ses fils Giovanni Gabriele et sur la décoration.